# Ferrovia Palo-Ladispoli
La ferrovia Palo-Ladispoli era una breve linea ferroviaria attiva fra il 1888 e il 1938 che collegava la stazione di Palo Laziale, sulla ferrovia Tirrenica, alla località balneare di Bagni di Ladispoli.

## Storia
La ferrovia fu costruita negli anni Ottanta del XIX secolo, quando la Società per le Strade Ferrate del Mediterraneo, che allora gestiva la ferrovia Tirrenica passante per la stazione di Palo Laziale, decise di realizzare un collegamento ferroviario destinato a serivire la località balneare di Ladispoli, un insediamento residenziale a vocazione prevalentemente turistica creato nella seconda metà dell'Ottocento sui terreni del principe Ladislao Odescalchi, da cui prese il nome (Ladispoli deriva infatti da Ladis-polis). Dopo aver smantellato una breve diramazione ferroviaria che in precedenza conduceva a Bagni di Palo, i lavori per la realizzazione della nuova ferrovia furono rapidamente avviati e portati a compimento: la linea, priva di infrastrutture di complessità rilevante e di estensione molto ridotta (appena 2352 m), fu aperta all'esercizio il 1º luglio 1888.
Il percorso della ferrovia era particolarmente semplice: partendo dalla stazione di Palo Laziale, il binario si diramava dalla ferrovia Tirrenica e, avanzando verso ovest seguendo un'andatura lineare, raggiungeva il capolinea di Ladispoli, che sorgeva a circa 200 metri dalla spiaggia. Inizialmente esercitata nel solo periodo estivo, i treni che transitavano sulla linea provenivano direttamente da Roma e vi facevano ritorno. Nel 1905, con la statalizzazione delle ferrovie italiane, la gestione della linea passò alle Ferrovie dello Stato, che mantennero il servizio fino agli anni Trenta; nel 1938 la ferrovia venne infatti dismessa a causa dello sviluppo del trasporto su strada, ormai in grado di sopperire completamente al meno efficiente servizio ferroviario, ma anche per le inevitabili soggezioni di esercizio che la linea procurava alla ferrovia Tirrenica. Nel 1942 il binario della ferrovia Palo-Ladispoli era già stato smantellato.

## Caratteristiche
| Continuation backward |

| Unknown route-map component "HSTeBHF" + Unknown route-map component "lBST" |

| 48+43X   |
| (47+944) |

| Unknown route-map component "CONTgq" | Unknown route-map component "xABZgr" |  |

| Unknown route-map component "WCONTgq" | Unknown route-map component "exWBRÜCKE1" | Unknown route-map component "WCONTgeq" |

| Unknown route-map component "exKBHFe" |

La ferrovia fu costruita a scartamento ordinario e venne esercitata esclusivamente con trazione a vapore. L'armamento comprendeva rotaie da 36 kg/m e traverse in legno, che permettevano al binario di raggiungere una pendenza massima del 5,5‰. Fino al 1910 Ladispoli non era dotata di una vera e propria stazione, nonostante la presenza nei pressi del capolinea di una piattaforma girevole: lo scalo ferroviario ivi ubicato era in un primo momento costituito da un semplice carro merci adattato a biglietteria e locale di servizio; solo in seguito fu costruito in sua sostituzione un fabbricato viaggiatori in legno. Ad oggi il percorso della ferrovia risulta occupato quasi per intero dalle strade di Ladispoli, mentre in corrispondenza del capolinea è stato realizzato un parco pubblico.